# Richard Pekárek
Richard Pekárek (* 29. června 1994 Jihlava) je český herec, zpěvák a tanečník.

## Vzdělání
Základní školu, ZŠ Nad plovárnou, vystudoval v rodné Jihlavě. V roce 2010 začal studovat v Praze na Konzervatoři a Vyšší odborné škole Jaroslava Ježka obor Hudebně dramatické umění – zaměření Muzikál. Zde po šesti letech studia, v roce 2016, úspěšně absolvoval. Na konzervatoři chodil na herecké semináře s Jozefem Bednárikem. Spolu se spolužáky účinkoval v ročníkových představeních Broadway plná muzikálů (2011, režie: Libor Vaculík) a Chorus Line (2013–2015, režie: Denisa Nová), které se konaly v Divadle Broadway.

## Divadlo
Už během studií na konzervatoři začal účinkovat coby host v muzikálových inscenacích v divadle Divadla J. K. Tyla v Plzni (mj. v muzikálu Probuzení jara, který získal Cenu Thálie za rok 2015). V tomto divadle hostuje i v současnosti. Od roku 2016 účinkuje v Divadle Hybernia v Praze. Za roli Richarda Loeba v Thrill me! ( na komorní scéně "12" Národního divadla moravskoslezského) získal v roce 2020 nominaci na prestižní cenu Jantar .

### Muzikál
Jihlavské hudební divadlo
- Herodes – Ježíš (2011)[5]

Horácké divadlo Jihlava
- Nathan – Donaha! (2007)

Divadlo Josefa Kajetána Tyla v Plzni
- Ernst – Probuzení jara[6] (2015)

- Jarda – Viktorka Plzeň! aneb jinak to nevidím[7] (2015)

- Námořník – Děj se co děj[8] (2015)
- Buck Barrow – Bonnie a Clyde (2016)[9]
- Tanečník a zpěvák – Liduschka Baarová[10] (2016)
- Bourák - West Side Story[11] (2017)

Divadlo Hybernia
- Bublifík – Alenka v kraji zázraků[12] (2016)
- Čert Ambrož[13] - Královna Kapeska (2018)

MADAGASKAR TOUR 2017
- Tučňák Kowalski[14] (2017)

Divadlo Na Fidlovačce
- Tanečník - Ženy na pokraji nervového zhroucení (2017)
- Charlieho gangster - Sugar (Někdo to rád horké)[15] (2018)

Hrad Karlštejn
- Zbrojnoš - Noc na Karlštejně (2018)

Divadlo Kalich
- Claude - Vlasy (2018)
- Fero - Voda (a krev) nad vodu (2019)

Kongresové centrum Praha
- Pěvecká company - Mamma Mia! (2018)

Národní divadlo moravskoslezské - Divadlo "12"
- Richard Loeb - Thrill me! (Vzruš mě!)[16] (2019)

Studio DVA - letní scéna Vyšehrad
- Véna - Starci na chmelu[17] (2019)
- Richard Loeb - Thrill me! (2024)                              Shanghai, Čína

### Činohra
DS Pod Hanou Praha
- Vasil Hruska – Pan Kaplan má třídu rád

## Film
- Kryštof - Bytosť (2019)
- Pepa – Muzikál, aneb cesty ke štěstí (2016)

## Koncerty
V roce 2011 a 2012 připravil sólové koncerty v rodné Jihlavě.
V 5. ročníku konzervatoře, v roce 2015, uspořádal spolu se svými pěti spolužáky (Janem Fantou, Andreou Hauer, Denisou Šubrtovou, Pavlem Klimendou a Martinem Holcem) koncert s názvem Děkujeme!, který se konal v pražském divadle Ponec. O rok později společně uspořádali pod názvem Já půjdu dál hned dva koncerty v divadle Royal. V roce 2017, konkrétně 17. června, se uskutečnil další galakoncert Já půjdu dál.
30.5.2019 uspořádal první sólo koncert k 25. narozeninám v rodné Jihlavě. O půl roku později, na den přesně, 30.10.2019 uspořádal velký sólo koncert v pražské kapli Sacre Coeur za doprovodu živé kapely. Jako hosté zde vystoupili Roman Vojtek s manželkou Petrou Vojtkovou a zpěvačka Yanna.

## Akrobatický Rock’n’roll
Od dětství byl členem jihlavského klubu GymBeam, kde se z něj stal tanečník akrobatického Rock and Rollu. V tomto oboru dosáhl na Titul Mistrů a Vicemistrů ČR a spolu s partnerkou Terezou Škrdlovou získali rovněž páté místo mezi páry ve světovém žebříčku.